# Adelaide United FC
Adelaide Unted Football Club (AUFC) er en australsk fodboldhold fra byen Adelaide. Det deltager i dag i A-League som det eneste hold fra South Australia. Holdet er et af de mest succeserige i ligaen.
Det blev grundlagt i 2003, som afløser for Adelaide City Force, som spillede i den hedengangne National Soccer League (NSL). Adelaide debuterede i sæsonen 2005-06 med en syvendeplads i ligaen, men endte som nr. 3 i slutspillet. "The Reds" var desuden finalister i den følgende sæson. 

## Bedrifter
- A-League Premiership:
  - Andenplads (1): 2006-07

- A-League Pre-Season Cup:
  - Vinder (2): 2006, 2007

- AFC Champions League:
  - Gruppespil (1): 2007
  - Kvartfinale (1): 2008

- National Soccer League:
  - Finalister (1): 2003-04